# پل سزار بر روی راین

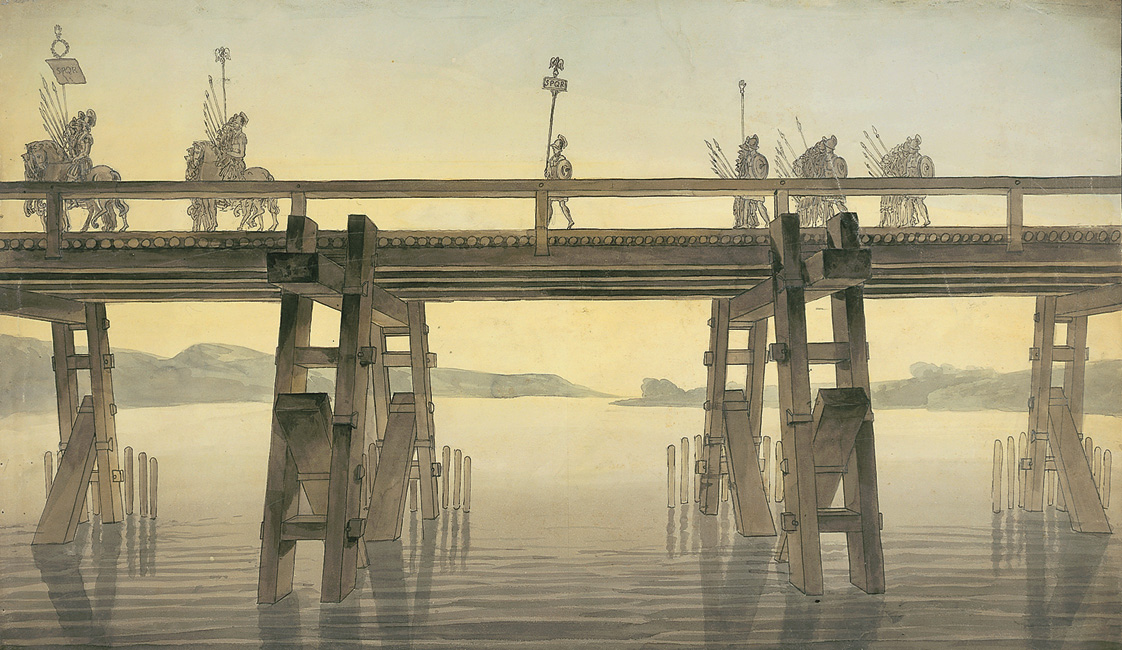
نگاره‌ای معماری اثر جان سوآن (John Soane) در ۱۸۱۴ که در آن پل سزار نشان‌داده‌شده‌است

پل سزار (به لاتین: Pons Caesaris) بر روی رود راین، پلی از جنس چوب بود که توسط ژولیوس سزار در طول دو نبرد علیه ژرمن‌ها که در خلال جنگ‌های گالی رهبری کرد ساخته‌شد.
نخستین پل در سال ۵۵ قبل از میلاد ساخته شد و بر طبق اکتشافات باستان‌شناختی در ناحیه نوی‌وید در ۱۵ کیلومتری کوبلنتس و جنوب بن بنا شده‌است.
دومین پل دو سال بعد در ۵۳ ق. م بنا شد و کمی بیشتر (حدود ۲ کیلومتر) در خلاف جهت رود و در ناحیه‌ای میان اورمیتس و وایسنتورم و روبروی کرانه‌ای که اوبی‌های ژرمن ساکن بودند قرار داشت. سزار هنگامی‌که در ۵۵ ق. م برای نخستین بار از ژرمانیا (کرانه راست راین) به گالیا (کرانه چپ راین) بازگشت تمامی پل را تخریب کرد؛ دو سال بعد (۵۳ ق. م) نه‌تنها آنرا تماماً ویران نساخت بلکه در قلمرو گالیا یک استحکامات و یک برج به ارتفاع چهار طبقه جهت حفاظت از آن ساخت تا از عبور دوبارهٔ اقوام ژرمن از راین و یورش آنان به گالیا ممانعت کند.